# Clyde Lee
Clyde Wayne Lee (Nashville, 14 marzo 1944) è un ex cestista statunitense, professionista nella NBA.

## Carriera
Venne selezionato dai San Francisco Warriors al primo giro del Draft NBA 1966 (3ª scelta assoluta).

## Palmarès
- NCAA AP All-America First Team (1966)
- NCAA AP All-America Second Team (1965)
- NBA All-Star (1968)